# Federico II Gonzaga
Federico II Gonzaga, född 17 maj 1500 i Mantua, död 28 juni 1540 i Marmirolo, var härskare av Mantua, först som markis, därefter som hertig. Han var son till Francesco II Gonzaga och Isabella av Este.
Federico gav 1524 i uppdrag åt Giulio Romano att rita och ansvara för uppförandet av Palazzo del Te i utkanten av Mantua.

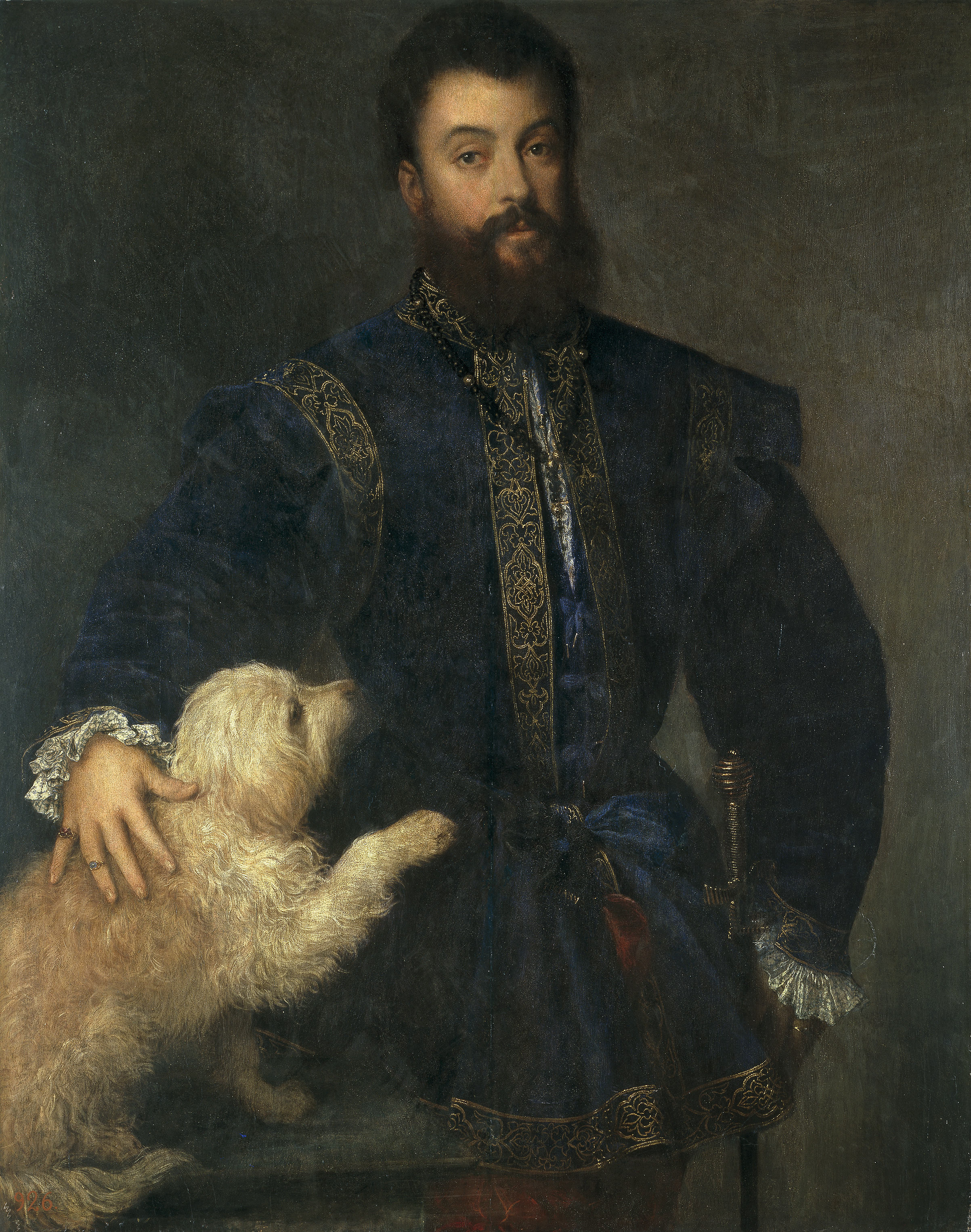
Federico II Gonzaga, målning av Tizian.